# Weberstraße 48 (Quedlinburg)

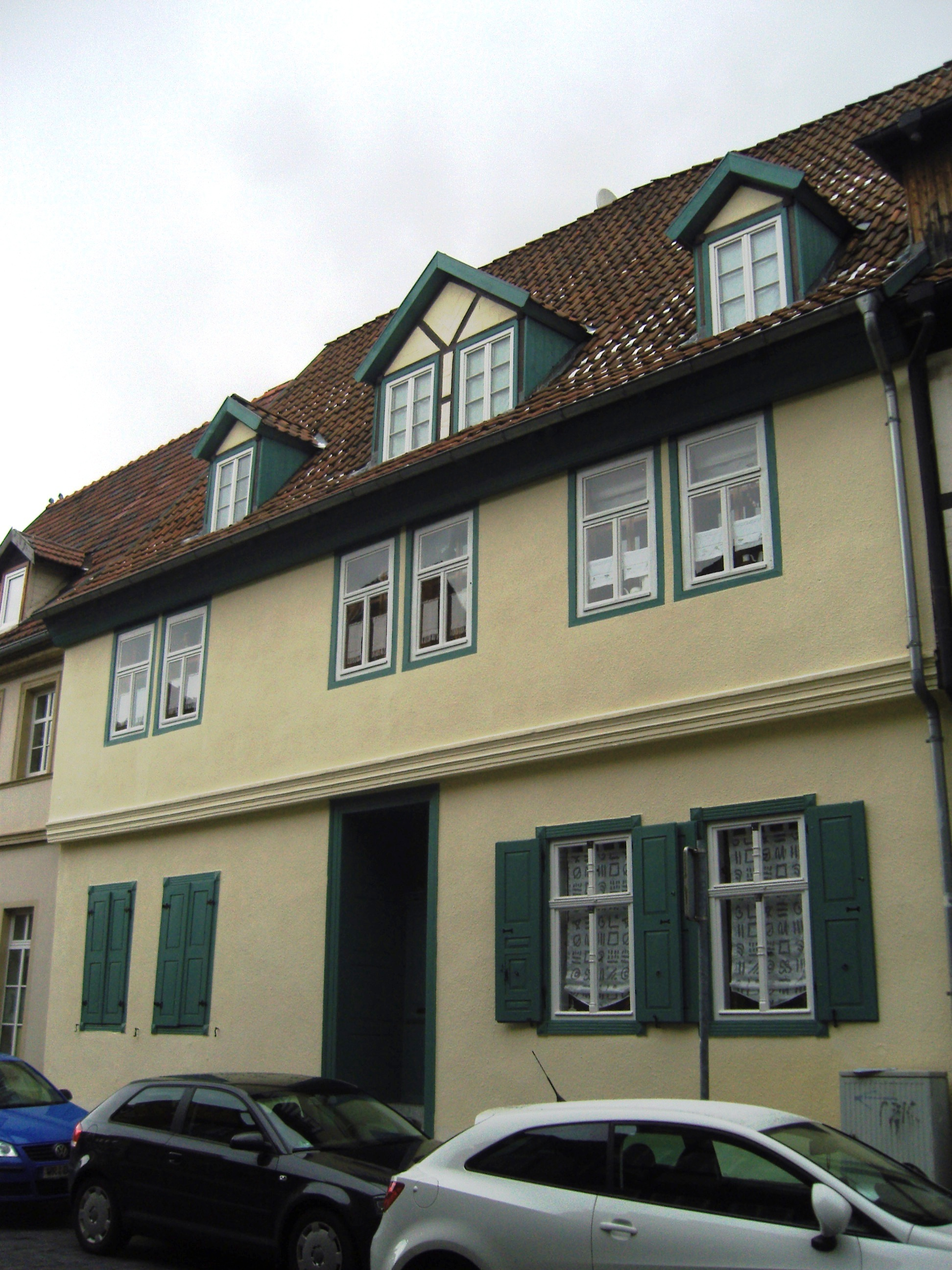
Haus Weberstraße 48

Das Haus Weberstraße 48 ist ein denkmalgeschütztes Gebäude in der Stadt Quedlinburg in Sachsen-Anhalt.

## Lage
Es befindet sich im nördlichen Teil der historischen Quedlinburger Neustadt und gehört als Bestandteil derselben zum UNESCO-Weltkulturerbe. Im Quedlinburger Denkmalverzeichnis ist es als Wohnhaus eingetragen. Südlich grenzt das gleichfalls denkmalgeschützte Haus Weberstraße 49 an.

## Architektur und Geschichte
Das zweigeschossige verputzte Fachwerkhaus entstand nach einer Bauinschrift im Jahr 1817, geht jedoch in seinem Kern möglicherweise bereits auf das 17. Jahrhundert zurück. Die Fenster stammen vom Ende des 19. Jahrhunderts, die Fensterfaschen verfügen über eine Eckdiamantierung. Oberhalb der klassizistischen Hauseingangstür befindet sich ein Oberlicht.
Auf dem Hof des Anwesens befindet sich ein in Fachwerkbauweise ausgeführtes Wirtschaftsgebäude aus der Zeit um 1800.